# 蛹形笔螺
蛹形笔螺（学名：Nebularia chrysalis），是新腹足目笔螺科圆笔螺属的一种。主要分布于印度尼西亚、越南、台湾，常栖息在潮间带岩礁。